# Woody et les Robots
Pour les articles homonymes, voir Sleeper.
Pour plus de détails, voir Fiche technique et Distribution.
Woody et les Robots (Sleeper) est un film américain réalisé par Woody Allen, sorti en 1973.

## Synopsis
En 2173, Miles Monroe (Woody Allen), un homme cryogénisé 200 ans auparavant, est ramené à la vie par des scientifiques appartenant à un mouvement révolutionnaire. En effet, Monroe, dépourvu d'identité biométrique, est le candidat idéal pour infiltrer le « Aries Project » du gouvernement dictatorial en place. Risquant d'être arrêté, il fuit en se déguisant en robot et atterrit dans la maison de Luna Schlosser (Diane Keaton), bourgeoise socialiste utopique.

## Fiche technique
- Titre français : Woody et les Robots
- Titre original : Sleeper
- Réalisation : Woody Allen
- Scénario : Woody Allen & Marshall Brickman
- Musique : Woody Allen
- Photographie : David M. Walsh
- Montage : O. Nicholas Brown, Ron Kalish et Ralph Rosenblum
- Décors : Gary Moreno
- Costumes : Joel Schumacher
- Production : Jack Grossberg
- Société de production : Rollins-Joffe Productions
- Société de distribution : United Artists
- Pays de production :  États-Unis
- Langues originales : anglais, yiddish
- Format : couleur - mono - 35 mm - 1,85:1
- Durée : 89 min
- Date de tournage : du 30 avril 1973 à août 1973
- Budget : 2 000 000 $
- Recettes aux États-Unis (en 1974) : 18 344 729 $
- Date de sortie : 
  - États-Unis : 17 décembre 1973
  - Danemark : 5 avril 1974
  - Japon : 28 septembre 1974
  - France : 1er mai 1974
  - Suède : 20 juillet 1974
- Affiche : Jouineau Bourduge (France)

## Distribution
- Woody Allen (VF : Bernard Murat) : Miles Monroe
- Diane Keaton (VF : Perrette Pradier) : Luna Schlosser
- John Beck (VF : Sady Rebbot) : Erno Windt
- Bartlett Robinson (VF : Michel Gatineau) : Dr. Orva
- Mary Gregory (VF : Julia Dancourt) : Dr. Melik
- Don Keefer (VF : René Bériard) : Dr. Tryon
- Marya Small  (VF : Tania Torrens) : Dr. Nero
- Peter Hobbs (VF : Michel Gudin) : Dr. Dean
- Brian Avery : Herald Cohen
- Spencer Milligan (VF : Jacques Ciron) : Jeb Hrmthmg

## Production
Woody Allen et Marshall Brickman avaient comme idée de départ de faire une comédie muette, sans dialogues, se concentrant sur le visuel. Ils avaient aussi envisagé dans la première version du script nommé Life in the Future de faire un film de trois heures avec entracte, la première moitié étant la vie de Monroe à l'époque contemporaine à New York, la seconde étant la partie futuriste. Les scénaristes furent conseillés par Ray Bradbury.

## Distinctions

### Récompenses
- Hugo Awards : Meilleure présentation dramatique pour Woody Allen et Marshall Brickman
- Science Fiction and Fantasy Writers of America : Meilleure présentation dramatique pour Woody Allen

### Nominations
- Saturn Awards : Meilleur film de science-fiction
- WGA Awards : Meilleur scénario de comédie pour Woody Allen et Marshall Brickman

## Accueil
Ce film fait partie du début de la carrière de Woody Allen et se rattache à une mouvance comique burlesque du type Harold Lloyd, Chaplin ou les Marx Brothers. Cette œuvre a donc contribué à fédérer un public, notamment américain, autour du travail de Allen, et lui a donc permis de se faire connaître en tant qu'auteur comique. Mais désormais, certains cinéphiles considèrent ce genre de film comme anecdotique comparé au reste de sa filmographie. Il est donc indispensable, pour découvrir cet artiste, de voir ses films ultérieurs, comme Manhattan ou Crimes et Délits.

## Influences sur d'autres œuvres
- Dans leur film La Tour Montparnasse infernale le duo comique français Éric et Ramzy s'est inspiré pour sa célèbre réplique « Je vais tirer une balle dans la tête à la main ! » de Woody et les robots. Dans ce dernier, on peut voir Miles (Woody Allen) pointer une arme vers un nez, seul vestige du dictateur disparu. Il dit : « Ne m'approchez pas, ou je lui en colle une entre les yeux! » ;
- Un autre emprunt possible d'Éric et Ramzy à ce film se trouve dans La Tour de contrôle infernale, au moment où Éric, suspendu par un tuyau de pompier, heurte les parois de l'immeuble. Dans Woody et les robots, Miles, suspendu par un film magnétique, cogne les parois d'un bâtiment ;
- Le groupe de musique britannique Motörhead a intitulé son septième album Orgasmatron, comme la machine de Woody et les robots où les gens s'enferment quelques secondes pour avoir un orgasme.